# Archéologie subaquatique

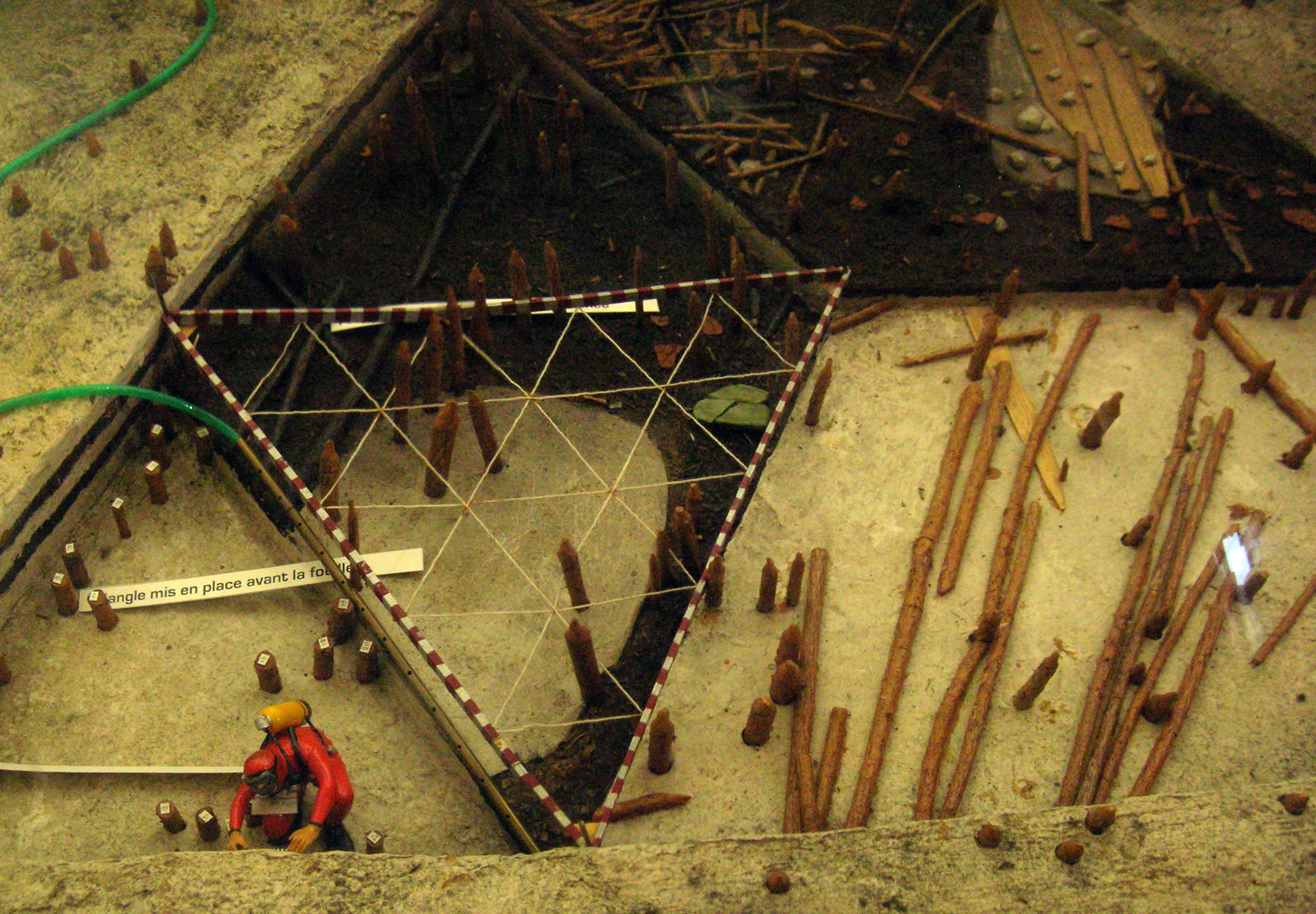
Maquette de reconstruction de la technique de fouille subaquatique de l'habitat fortifié de Colletière : la zone à fouiller est délimitée par un triangle équilatéral à la place que l'habituel rectangle. Dû à la visibilité réduite sous l'eau, c'est plus facile de créer un losange à la place d'un rectangle. (coll. Musée archéologique du lac de Paladru)

L'archéologie subaquatique est un domaine de l'archéologie caractérisé par la recherche et l'étude des vestiges anciens ou récents se trouvant sous l'eau douce avec des méthodes particulières, en vue de connaître les activités humaines du passé.
Elle se pratique dans les eaux intérieures, par opposition à l'archéologie sous-marine pratiquée en mer.
Le milieu aquatique est très favorable à l'archéologie :
- l'eau douce protège des actions humaines destructives ;
- les éléments organiques et minéraux, à l'abri de l'oxygène, de la lumière et des organismes biologiques, sont souvent parfaitement conservés (mais nécessitent des moyens de conservation particuliers dès qu'on les sort de l'eau ou du sédiment)[1],[2]; on ne peut ainsi pas les sécher complètement.
- des analyses particulières sont rendues possibles : datation par dendrochronologie c'est-à-dire l'identification de bois anciens[3], ou encore la paléobotanique, etc.

## Les milieux concernés
Ils sont très variés ; 
- puits, citernes, conduits souterrains noyés ;
- lacs[réf. à confirmer][4] de plaine ou de montagne (lacs alpins par exemple[5], étangs, estuaires, milieux sous-marins ;
- fleuves et rivières[6] ;
- tourbières, marécages ;
- karst ;
- et tout milieu humide ou inondé où les archéologues ne peuvent intervenir par des fouilles classiques.

## Histoire de l'archéologie subaquatique
C'est une forme d'archéologie qui a pu se développer grâce à l'invention du scaphandre, puis du scaphandre autonome puis de sous marins et autres matériels subaquatiques. La première fouille d'archéologie subaquatique a eu lieu en Suisse en 1854 pour étudier le peuplement lacustre du Néolithique. Cette sous-discipline de l'archéologie va évoluer grâce à l'apport des nouvelles technologies dans le domaine de la plongée sous-marine, ce qui va déboucher sur l'élaboration d'une méthode de fouille spécifique aux milieux immergés dans les années 1960-70.
En France, entre 1866 et 1873, Benoît Rouquayrol et Auguste Denayrouze ont développé un équipement de plongée innovant doté d'un système de régulation permettant de fournir de l'air à la température ambiante au plongeur. Ce dispositif, connu sous le nom de scaphandrier « pieds lourds », a grandement amélioré la capacité à explorer des profondeurs plus importantes. Plus tard, en 1943, Émile Gagnan et Jacques-Yves Cousteau ont révolutionné la plongée en inventant le premier scaphandre autonome, suite à l'invention du scaphandre du Commandant Yves le Prieur (1926) utilisant un détendeur pour respirer de l'air à la demande et une bouteille d'air comprimé. Cette avancée technique a ouvert la voie à des explorations sous-marines plus poussées et a stimulé l'intérêt pour l'archéologie sous-marine, entraînant de nombreuses découvertes d'épaves après 1945. Le scaphandre autonome est rapidement devenu un outil essentiel pour les archéologues sous-marins.
Les recherches en fleuves et rivières ont un passé plus récent que l'archéologie lacustre[réf. à confirmer] sont bien moins connues du public. 
L'archéologie en milieu fluviale se développe en France depuis les années 1980, grâce à la pénétration de l'archéologue en personne dans l'élément aqueux. Malgré des conditions d'intervention parfois difficiles, les résultats obtenus ont confirmé la faisabilité et le potentiel archéologique de rivières et de fleuves, avec par exemple la Saône, la Seine, la Marne, la Charente, la Dordogne et le Rhône.

## Législation
Le patrimoine culturel subaquatique est protégé par la Convention sur la protection du patrimoine culturel subaquatique de l'UNESCO. Cette convention vise à aider les états parties à mieux protéger leur patrimoine culturel immergé grâce à un cadre juridique international. Cette convention a pour but de lutter contre les dégradations et les pillages des sites archéologiques subaquatiques. Un code de déontologie pour la plongée sur les sites de patrimoine culturel subaquatique est publié par le secrétariat de la Convention pour la protection du patrimoine subaquatique.